# Орешє (Шмарєшкі Топлиці)
Орешє (словен. Orešje) — поселення в общині Шмарєшкі Топлиці, регіон Південно-Східна Словенія, Словенія.